# Димитрова, Мариана
Мариа́на Дими́трова (англ. Mariana Dimitrova; 28 мая 1954, Козаревец, Великотырновская область, Болгария — 1 июня 2005, Сан-Диего, Калифорния, США) — болгарско-американская актриса.

## Биография и карьера
Родилась 28 мая 1954 года в Козаревеце (Великотырновская область, Болгария).
Актёрскому мастерству обучалась в ВИТИЗе им. Крыстё Сарафова у профессора Желчо Мандаджиева. Профессиональный путь начала на сцене города Русе. С 1978 года выступала на сцене Театра болгарской армии, где игра роли Джульетты в «Ромео и Джульетта», Марии в «Двенадцатой ночи», Сони в «Дяде Вани» А. П. Чехова и много других.
С 1997 года жила в Сан-Диего, США, с третьим супругом Игорем Куценком, психиатром, и двумя детьми Александрой и Иво. Играла на староанглийском языке в известном театре Америки «Лонг Уорф» в роли Гертруды, матери Гамлета. В последние годы преподавала в Агентстве актёрского мастерства в Сан-Диего.
Покончила жизнь со второй попытки самоубийства 1 июня 2005 года в Сан-Диего, Калифорния, США, выбросившись из окна 8-го этажа. Последней работой Димитровой в кино стала роль менеджера квартиры в эпизоде телесериала «Клиент всегда мёртв», который вышел в эфир через 12 дней после гибели актрисы.

## Избранная фильмография
| Год  |   | Русское название    | Оригинальное название | Роль                  |
| ---- | - | ------------------- | --------------------- | --------------------- |
| 2005 | с | Клиент всегда мёртв | Six Feet Under        | управляющая квартирой |